# Siebrand
Siebrand ist ein seltener männlicher niederländischer Vorname, der auch als Nachname vorkommt. Nebenformen: Sibrand, Sibran. Siebrand ist ein ursprünglich germanischer Rufname. Die Silbe Sie- korrespondiert mit Sieg-/Sig- in deutschen Vornamen (Siegfried, Sigrid etc.); Brand steht für (loderndes) Schwert (vgl. Hildebrandt). Der Name bedeutet demnach Siegerschwert.

## Träger (Nachname)
- Hermann Siebrand, * August 1645 in Rostock; † 13. September 1712 in Stettin, deutscher Jurist und Bürgermeister von Stettin